# Natan Heber
Natan Heber (hebr. ‏נתן הבר‎) (ur. 1902 w Złoczowie, zm. 1975 w Izraelu) – izraelski malarz prymitywista pochodzenia polskiego.

## Życiorys
Natan Haber urodził się w Złoczowie w religijnej rodzinie, która prowadziła rytualną rzeźnię. W 1936 wyemigrował z żoną i dziećmi do Palestyny i zamieszkał w Hajfie, gdzie kontynuując tradycję rodzinną założył rzeźnię drobiu. W latach sześćdziesiątych XX wieku, po przejściu na emeryturę, zaczął malować sceny z życia swojej rodziny w Polsce, obrazy z tradycji żydowskiej, malował też zapamiętane widoki rodzinnego miasta, przedmioty i wnętrza. Prace Natana Hebera, mimo że utrzymane w naiwnym stylu i malowane w ciemnych barwach, są dowodem pamięci o dawnych miasteczkach żydowskich, tradycjach i obrzędach religijnych. 